# Golden Child
Golden Child (кор. 골든차일드, стилизуется как GNCD или GolCha) — южнокорейский бойбэнд, сформированный в 2017 году компанией Woollim Entertainment. Группа состоит из десяти участников: Дэёль, Уай, Чанчжун, Тэк, Сынмин, Чжэхён, Чжибом, Донхён, Чжучан, Бомин. Чжэсок покинул группу в 2018 году. Дебют состоялся 28 августа 2017 года с мини-альбомом Gol-Cha!.

## История

### 2017: Проект W 2017,Woollim Pickи дебют сGol-Cha!

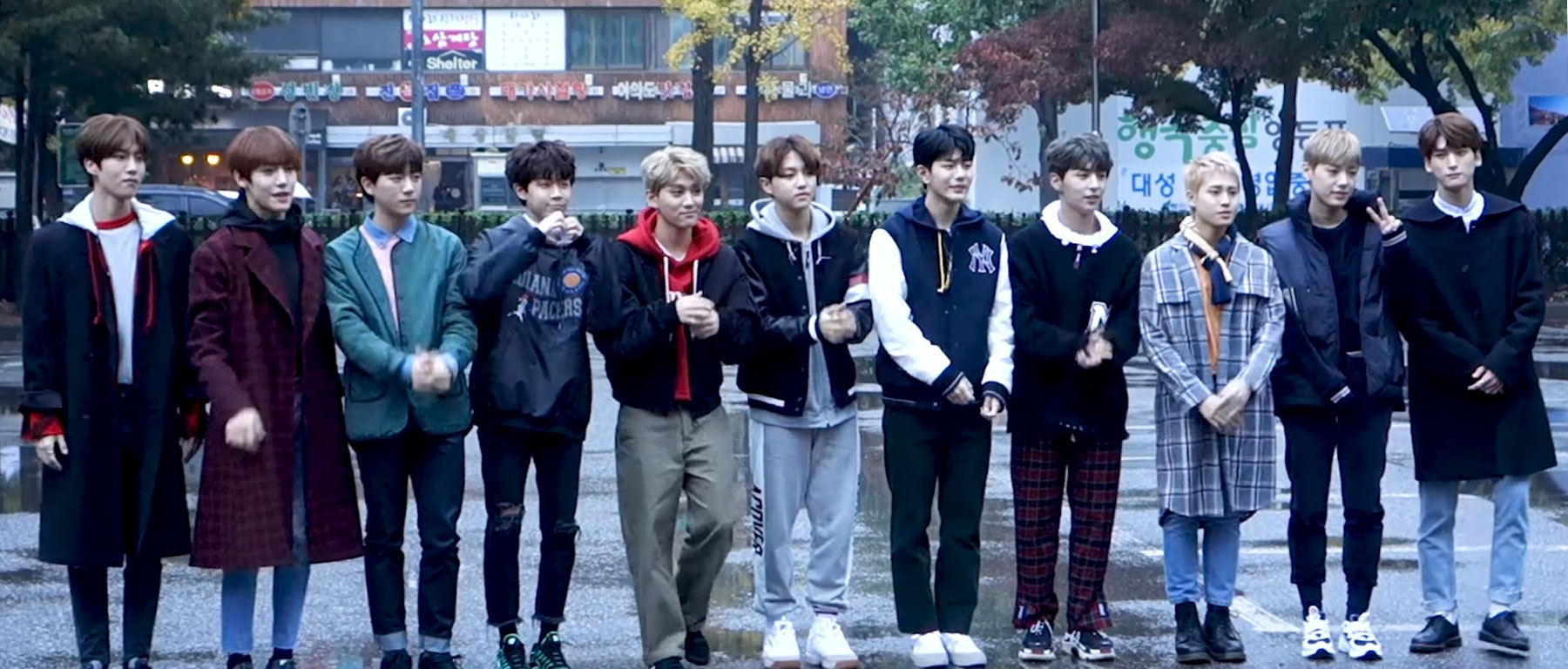
Golden Child на KBS, 11 ноября 2017 года.

В январе 2017 года Woollim Entertainment запустили пред-дебютный проект для стажёров, проект W. В рамках пред-дебютного проекта были представлены шесть участников будущей группы: Чжучан, Чанчжун, Тэк, Дэёль, Донхён и Чжэсок.
15 мая Woollim Entertainment сформировали новую группу Golden Child, их второй бойбэнд после Infinite. 17 мая были раскрыты имена одиннадцати участников группы. 22 мая Woollim Entertainment отказались от концепции «классных фотографий» для Golden Child и подтвердили, что у них будет свое пред-дебютное реалити-шоу Woollim Pick. 9 августа было объявлено, что Golden Child появятся с эпизодическими ролями в дораме «Парень и девушка прошлого века».
Golden Child официально дебютировали 28 августа со своим первым мини-альбомом Gol-Cha!, состоящим из шести песен, включая заглавный трек «DamDaDi». Их дебютный шоукейс состоялся в зале Blue Square iMarket в день релиза альбома. 1 сентября Golden Child официально дебютировали на музыкальной программе Music Bank, выступив с заглавным треком «DamDaDi» и «I Love You So». 17 сентября альбом занял первое место в ежедневном чарте крупнейшего музыкального сайта Японии Tower Records. 16 октября группа выпустила саундтрек «Love Letter» к дораме «Парень и девушка прошлого века».

### 2018: Уход Чжэсока,Miracle,GOLDENNESSиWISH

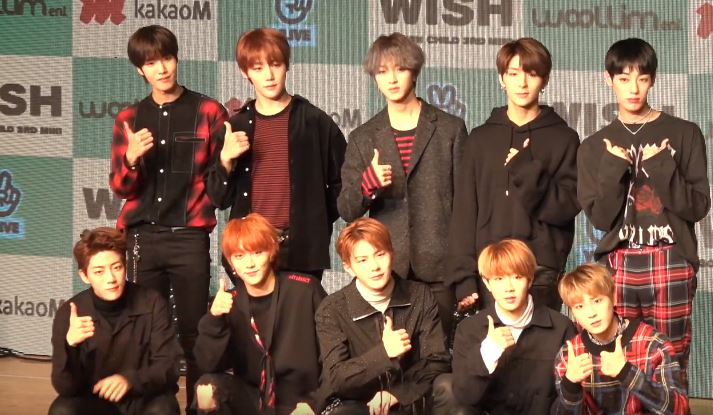
Golden Child на шоукейсе в честь выхода третьего мини-альбома WISH, 24 октября 2018 года.

6 января 2018 года было объявлено, что Чжэсок покинул группу из-за проблем со здоровьем. Оставшиеся десять участников продолжили свою деятельность как группа и 29 января выпустили свой второй мини-альбом Miracle, который содержит шесть песен, включая заглавный трек «It's U». Их шоукейс состоялся в зале Blue Square iMarket в тот же день, что и релиз Miracle. Во время продвижения они выпустили музыкальное видео на «Lady», песню из этого же альбома. 13 апреля они официально завершили своё трехмесячное промо.
22 мая Golden Child провели свой первый фан-митинг Golden Day, чтобы отпраздновать свою первую годовщину дебюта. Они также провели фан-встречи с японскими фанатами в Нагоя и Токио 24 и 25 мая соответственно. 24 июня Golden Child выступили на KCON NY 2018. 11 августа Golden Child выступили в составе KCON LA 2018. Они также подтвердили своё участие в первом в истории KCON Thailand 29 сентября.
4 мая Golden Child объявили официальное названии фан-клуба, Goldenness (Го́лдэнис), после чего 4 июля был выпущен их первый сингл-альбом GOLDENNESS, который содержит три трека, включая ведущий сингл «Let Me».
На церемонии открытия фан-клуба под названием Golden Child Cheerful Geumdong Time 14 октября они объявили о своем возвращении. 24 октября Golden Child провели шоукейс и выпустили свой третий мини-альбом WISH. Альбом содержит семь треков, включая заглавную песню «Genie».

### 2019–2020:Re-boot,Without You,Road to Kingdom,Take A Leap, иPump It Up
2 мая 2019 года Golden Child выпустили свой первый цифровой сингл «Spring Again» в качестве подарка для поклонников после долгого перерыва. Первый веб-ситком Golden Child Crazy Petty Housemate начал выходить в эфир с 16 октября на медиа-платформах Lululala Story Lab. Восьмисерийный веб-ситком выходил в эфир каждую среду. 18 ноября Golden Child выпустили свой первый полноформатный альбом Re-boot. Альбом содержит двенадцать треков, включая заглавную песню «Wannabe». 26 декабря Golden Child выиграли свою первую награду на музыкальном шоу M Countdown.
Golden Child успешно провели свой первый сольный концерт Future and Past 18 и 19 января 2020 года. Переиздание их первого полноформатного альбома под названием Without You было выпущено 29 января. Оно состоит из тех же двенадцати песен, что и Re-boot, но с добавлением двух новых треков: одноименного заглавного и «I Love U Crazy».
20 марта было объявлено, что группа присоединится к телевизионному реалити-шоу от Mnet под названием Road to Kingdom. В пятом эпизоде они стали первой исключённой группой, тем самым покинув проект. 31 мая Golden Child в составе With Woollim вместе с другими артистами Woollim Entertainment выпустили совместный сингл «Relay».
23 июня Golden Child выпустили свой четвёртый мини-альбом, Take A Leap, содержащий семь треков, включая заглавную песню «ONE (Lucid Dream)». 18 августа было объявлено, что Golden Child проведут онлайн-концерт 13 сентября.
13 сентября было объявлено, что Golden Child вернутся 7 октября со своим вторым сингл-альбомом Pump It Up, содержащим три песни, включая одноименный заглавный трек. 
17 декабря у Чжэхёна был выявлен положительный результат теста на COVID-19, однако уже 31 декабря результат стал отрицательным, и Golden Child возобновили свою деятельность.

### 2021–н.в:Yes.,Game Changer, японский дебют иAura
2 января было объявлено, что Golden Child вернутся со своим пятым мини-альбомом Yes. и его ведущим синглом «Burn It» 25 января. Он вошёл в чарты лучших альбомов iTunes, достигнув места в топ-10 в 11 регионах.
18 июня было объявлено, что Golden Child проведут онлайн/оффлайн концерт Summer Breeze 17 и 18 июля. Однако он был отложен из-за роста числа заражённых COVID-19 в Корее. 
26 июня Golden Child приняли участие и выступили на концерте Dream Concert 2021. 
2 августа Golden Child выпустили второй студийный альбом Game Changer и его ведущий сингл «Ra Pam Pam».
9 августа чарт Hanteo объявил, что альбом Game Changer был продан тиражом более 126 000 копий за первую неделю и стал альбомом с самыми высокими продажами за 1-ю неделю по версии Woolim, превзойдя Yes.. Hanteo, единственный в мире музыкальный чарт в реальном времени, поздравил Golden Child и выдал официальный сертификат, подтверждающий начальный объем продаж более 100 000 копий. Таким образом, Golden Child зарекомендовали себя как одна из основных групп, представляющих K-pop, показав рост в 1,8 раза по сравнению спредыдущим альбомом Yes. (71 485 копий).
5 октября Golden Child выпустили переиздание своего второго студийного альбома под названием Ddara и его одноименный сингл.
16 января Golden Child выступили на K-pop концерте в честь Национального дня Кореи Expo 2020 в Дубае.
26 января 2022 года Golden Child дебютировали в Японии с синглом «A Woo!!». «A Woo!!» дебютировала на первом месте в еженедельном чарте синглов Oricon, чарте продаж синглов Billboard Japan (24-26 января) и национальном чарте продаж синглов Tower Records.
Golden Child провели онлайн/оффлайн концерт Play 5 и 6 февраля на KBS Arena. Во время концерта Дэëль объявил, что вскоре он поступит на обязательную военную службу, хотя и без установленной даты.
21 марта агентство объявило, что Ли Дэëль поступит на военную службу 29 марта в 3-ю армейскую бригаду.
11 мая Golden Child выпустили свой второй японский сингл «Rata-Tat-Tat».[69] В поддержку своего первого возвращения в Японию Golden Child провели двухдневный показ в Токио 30 апреля и 1 мая в амфитеатре Майхама. «Rata-Tat-Tat» дебютировала на третьей строчке в ежедневном чарте синглов Oricon.
23 мая Таг был госпитализирован в больницу общего профиля 18 мая после того, как ему поставили диагноз «заболевание печени» и он прошел тщательное обследование. Таким образом, будущие расписания Golden Child будут работать как группа из 8 участников. 27 июня состояние здоровья Тэга улучшилось, и было подтверждено, что он возвращается к активной деятельности, однако он будет исключен из текущего расписания Golden Child за границей.
24 июня Golden Child начали свой первый концертный тур по США с остановками в 10 городах .
10 июля Golden Child выступили в концертной программе Central Park SummerStage в Нью-Йорке в составе Корейского культурного центра Korea Gayoje в Нью-Йорке.
30 июля Golden Child выступили в Лондоне в составе MIK Festival, первого открытого музыкального фестиваля K-pop в Европе. Woollim Entertainment также объявили, что Golden Child присоединится к Weverse для общения с фанатами на платформе.
8 августа Golden Child выпустили свой шестой мини-альбом Aura с заглавным треком «Replay».
Golden Child войдет в состав группы на MBC Idol Radio Live in Tokyo 20 октября, а 21 октября Golden Child выступили в Маниле в составе группы на концерте «I-Pop U 22».

## Участники
| Псевдоним | Настоящее имя             | Дата рождения | Позиция в группе                                     |
| --------- | ------------------------- | ------------- | ---------------------------------------------------- |
| Дэёль     | Ли Дэ Ёль (кор. 이대열)   | 11.02.1993    | Лидер, ведущий танцор, ведущий вокалист              |
| Уай       | Чхве Сон Юн (кор. 최성윤) | 31.07.1995    | Главный вокалист                                     |
| Чанчжун   | Ли Чан Чжун (кор. 이장준) | 03.03.1997    | Главный рэпер, вокалист                              |
| Тэк       | Сон Ён Тэк (кор. 손영택)  | 13.04.1998    | Главный рэпер, вокалист                              |
| Сынмин    | Бэ Сын Мин кор. (배승민)  | 13.10.1998    | Ведущий вокалист                                     |
| Чжэхён    | Бон Чжэ Хён (кор. 봉재현) | 04.01.1999    | Вокалист, вижуал                                     |
| Чжибом    | Ким Чжи Бом (кор. 김지범) | 03.02.1999    | Ведущий вокалист                                     |
| Донхён    | Ким Дон Хён (кор. 김동현) | 23.02.1999    | Главный танцор, вокалист                             |
| Чжучан    | Хон Чжу Чан (кор. 홍주찬) | 31.07.1999    | Главный вокалист                                     |
| Бомин     | Чхве Бо Мин (кор. 최보민) | 24.08.2000    | Ведущий танцор, вокалист, вижуал, лицо группы, макнэ |

## Дискография

### Студийные альбомы
- Re-boot (2019)
- Game Changer (2021)

### Мини-альбомы
- Gol-Cha! (2017)
- Miracle (2018)
- WISH (2018)
- Take A Leap (2020)
- Yes. (2021)
- Aura (2022)

## Фильмография

### Фильм
- Golden Movie (2018)

### Реалити-шоу
- 2017 Woollim Pick (2017, Mnet)
- Ring It! Golden Child! (2017, Naver/V Live)
- Gol-Cha's Holiday (2018, YouTube, V Live)
- Gol-Cha's Holiday Season 2 (2018, YouTube, V Live)
- Let's Go Korea Gangwon-do
- Infinite x Golden Child Battle Tour (2018, DATV, KNTV, Kchan! Hallyu TV)
- Make A Wish (2018, V Live)
- Tsukuru Miracle Golcha TV (2019, Kchan! Hallyu TV)
- Gol-Cha's Holiday Season 3 (2019, YouTube)
- 2020 Crazy Petty Reunion (Uhadong) (2020, V Live, YouTube)
- Idol Workshop Golden Child (2020, U+ Idol Live, YouTube)
- 2022 Winter Golympics (2022)

## Концерты и туры
- Golden Child 1st Concert - Future and Past (2020)
- Golden Child Ontact Concert - NOW (2020)
- 2021 Golden Child Concert - Summer Breeze (2021)
- 2022 Golden Child Concert - Play (2022)
- 2022 Golden Child US Concert Tour - Play (2022)